# Zau de Câmpie
Zau de Câmpie (in passato Zău, in ungherese Mezőzáh, in tedesco Sannendorf) è un comune della Romania di 3447 abitanti, ubicato nel distretto di Mureș, nella regione storica della Transilvania. 
Il comune è formato dall'unione di 9 villaggi:  Bărboși, Botei, Bujor-Hodaie, Ciretea, Gaura Sângerului, Malea, Ștefăneaca, Tău, Zau de Câmpie.